# Zbąszyń
Zbąszyń (przed wojną Zbąszyn, od 1793 niem. Bentschen) – miasto w woj. wielkopolskim, w powiecie nowotomyskim, siedziba gminy miejsko-wiejskiej Zbąszyń. Miasto położone jest w zachodniej Polsce, nad Jeziorem Błędno i nad rzeką Obrą. Ośrodek wypoczynkowy i sportów wodnych, Muzeum Ziemi Zbąszyńskiej i Regionu Kozła mieszczące się na Rynku gromadzi zabytki związane z historią Zbąszynia i okolic, a także z etnografią i kulturą ludową. W mieście znajdują się zakłady przemysłu odzieżowego i meblowego.
Według danych z 31 grudnia 2009 miasto liczyło 7185 mieszkańców.
Hasłem, promocyjnym miasta jest Zbąszyń miasto nad jeziorem, które jest zastrzeżone w formie słownej i graficznej.

## Nazwa
Miejscowość ma metrykę średniowieczną i jest notowana od XIII wieku. Po raz pierwszy w 1231 Zbansim, 1232 Sbansin, 1386 Dzbansszin, 1424 Dzbansin, 1491 Sbaschyn.
Miejscowość pod zlatynizowaną nazwą Sbansin wymieniona jest w łacińskim dokumencie z 1277 roku sygnowanym przez księcia Przemysła I wydanym w Poznaniu.
Nazwa miasta wywodzi się od nazwy osobowej Zbąsza, która pochodzi od imion typu Zbąd. W średniowieczu nastąpiło przejście od nazwy Zbąszyn do Dzbąszyn podobnie jak przejście od staropolskiego słowa zban do dzban lub zwon do dzwon. Z kolei zamiana formy nazwy Zbąszyn do Zbąszyń związana była z gwarowym nazewnictwem wielkopolskim, w wyniku którego -in wymawiano jako -iń.
XIX wieczny Słownik geograficzny Królestwa Polskiego wymienia oprócz nazwy Zbąszyń także Bąszyń, Dzbanszyn oraz niem. Bentschen.

## Demografia

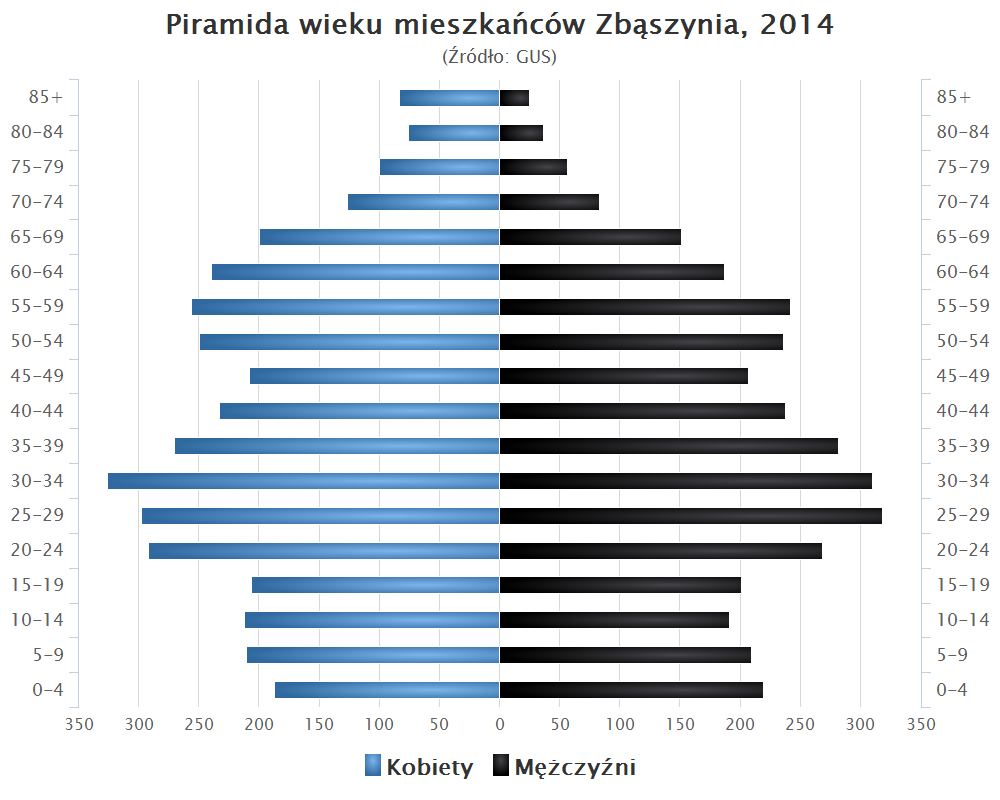
Piramida wieku mieszkańców Zbąszynia w 2014 roku

## Historia

### Średniowiecze

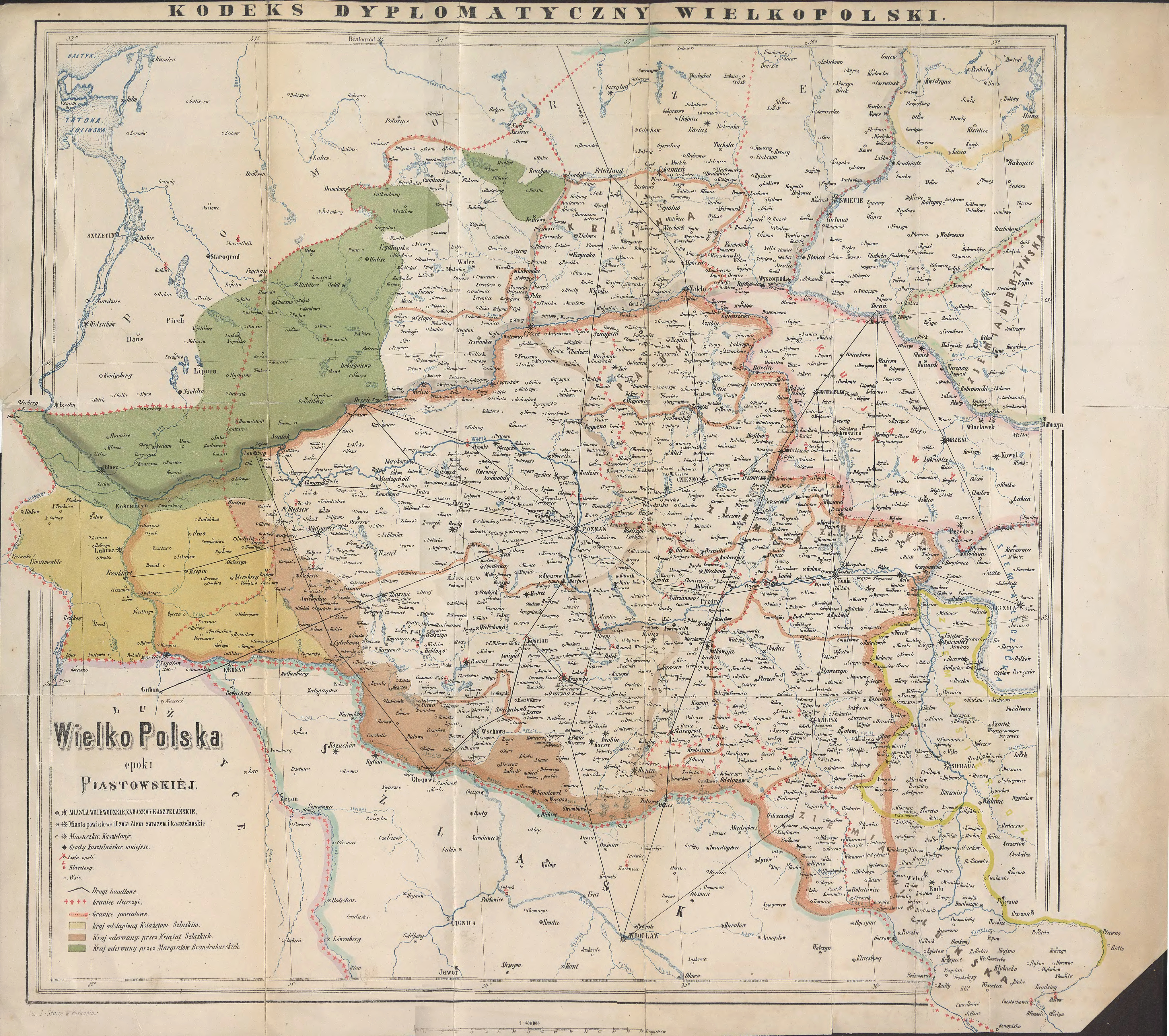
Zbąszyń na historycznej mapie Wielkopolski sporządzonej w 1888 roku według danych zaczerpniętych z Kodeksu dyplomatycznego

Okolice miasta zamieszkane były na długo przed pierwszymi zapisami. 250 metrów na południe od obecnego miasta zachowały się relikty grodu obronnego leżącego pomiędzy Jeziorem Zbąszyńskim a rzeką Obrą. Do tego systemu umocnień naukowcy zaliczają również leżący 1,5 km na południe od zamku zbąszyńskiego gród w Przyprostyni.
Miasto pierwotnie było pograniczną, wielkopolską kasztelanią znajdującą się niedaleko granicy brandenbursko-polskiej. Najstarszy przekaz o Zbąszyniu pochodzi z 1231 roku kiedy urząd kasztelana w latach 1231–1232 piastował Cecirad. Źródła wymieniają kolejnych kasztelanów: 1232–1233 Wincenty. 1233 Jarośl, 1245 Wizimir, 1245 Przedpełk, 1246–1250 Przybysław, 1261 Bożęta, 1268–1271 Marcin, 1271 Zamęta, 1276 Wojciech z Lubrza, 1277 Marcin, 1277–1286 Gniewomir, 1286–1294 Wojciech Kresnowicz z Lubatowa, 1291 Kelcz, 1305 Sulko Lassowitz, 1340 Falon, 1383 Andrzej, 1376–1382 Krystyn z Żernik herbu Dryja, 1403 Szymon z Boguniewa, 1410–1417 Sambor z Małachowa herbu Nałęcz, 1418 Tomasz Małachowski.
W 1243 dla ułatwienia handlu między Polską a krajami Zakonu krzyżackiego komorę celną w Zbąszyniu ustanowił książę wielkopolski Przemysł I, który zawarł z krzyżakami traktat handlowy. Cztery lata później odnotowany został pierwszy kasztelan pełniący jednocześnie obowiązki naczelnika komory. Pierwszy kościół w mieście zanotowany został w 1238. W 1253 Przemysł I zbudował tu zamek obronny w celu ochrony granicy oraz komory przed atakami Brandenburczyków oraz książąt śląskich. W XIII i XIV wieku Zbąszyń kilkukrotnie był przez nich zajmowany i ponownie odbijany przez Wielkopolan.
10 marca roku 1296 książęta, kujawski Władysław Łokietek i głogowski Henryk III zawarli ugodę pod Krzywinem o podziale Wielkopolski i uzgodnieniu granicy, a Zbąszyń oficjalnie stała się częścią Księstwa głogowskiego, według postanowień traktatowych Henryk III obejmował wszystkie ziemie na południe od rzeki Obry plus Kasztelanie: zbąszyńską i wschowską. Dla wzmocnienia umowy zdecydowano, że Władysław I Łokietek adoptował syna Henryka III – Henryka IV Wiernego i czynił go następcą w poznańskiem.
W końcu XIII i na początku XIV wieku na krótko pozostawał w rękach pomorskiego rodu Święców i pozostał przy nich do 1307, kiedy Piotr Święca został skazany za zdradę na śmierć. Od 1338 aż do rozbiorów Polski bez przerwy pozostawał już w granicach Polski.
Miasto utworzone zostało w miejscu dawnej osady handlowej mieszczącej się w podgrodziu. Prawa miejskie na prawie magdeburskim Zbąszyń otrzymał prawdopodobnie w końcu XIII wieku. W 1303 zanotowany został po raz pierwszy zbąski mieszczanin, który był kowalem, a w 1313 wójt miasta. W 1360 król polski Kazimierz Wielki nadał wójtowi zbąskiemu osobny przywilej. Do schyłku XIV w. Zbąszyń był własnością książęcą i królewską. W 1387 król polski Władysław Jagiełło oddał zamek zbąszyński z przyległościami Marcinowi podczaszemu oraz Mikołajowi podkomorzemu ziemi dobrzyńskiej.
W 1393 Jagiełło zamienił majętność Inowłódz na Kłębów i Zbąszyń, a później podarował miasto wojewodzie mazowieckiemu Janowi Głowaczowi Leżeńskiemu, który według legend miał być nieślubnym synem Kazimierza Wielkiego oraz jego kochanki Esterki co ma potwierdzać zwyczaj nadawania jego potomkom imienia Abraham. Rodzina Leżeńskich od nazwy miasta Zbąszyń przyjęła nazwisko Zbąskich dodając staropolskim zwyczajem do nazwy miasta Zbąszyń formantu -ski. W pierwszej połowie XV w. Zbąszyń pozostawał we władaniu syna „Głowacza” Abrahama ze Zbąszynia. Miasto stało się wówczas ważnym ośrodkiem husytyzmu w Wielkopolsce. W 1439 Zbąszyń obległy wojska biskupa poznańskiego Andrzeja z Bnina, który zmusił Abrahama do wydania czeskich kaznodziejów husyckich. Zostali oni później z jego wyroku spaleni na stosie za herezję.

### Rzeczpospolita szlachecka
W 1458 miasto wystawiło 4 żołnierzy na wyprawę na Malbork w czasie wojny trzynastoletniej z zakonem krzyżackim. W połowie XV wieku w mieście miał miejsce pożar. Z 1468 zachowały się uprawnienia lokacyjne mówiące o zwolnieniu mieszkańców z cła, które po spaleniu się dokumentów miejskich w pożarze odnowione zostały przez króla polskiego Kazimierza Jagiellończyka.
Zbąszyń rozwijał się pomyślnie pod względem gospodarczym w XVI wieku. Odnotowują to historyczne dokumenty podatkowe. W 1563 w mieście pracowało w sumie 72 rzemieślników w tym najliczniej bo w liczbie 8 reprezentowani byli sukiennicy. W tym roku pobierano podatki od 3 karczmarzy, 2 komorników i 2 gorzelników. Pod miastem pracował także młyn o trzech kołach wodnych. W 1663 sukiennicy otrzymali statut cechowy. Później powstały tu również inne cechy: krawców (1731), piekarzy (1753), garncarzy (1765), ślusarzy (1782). Od 1613 roku Zbąszyń jest własnością rodu Ciświckich, którzy rozbudowali zamek w Zbąszyniu do formy potężnej twierdzy. W 1627 budowlę rozbudował, ale jej nie ukończył kasztelan śremski oraz autor dzieła o artylerii Abraham Ciświcki. Niedokończona twierdza zdołała jednak ochronić miasto na początku XVII wieku w czasie wojny trzydziestoletniej. Skutecznie odstraszyła wojska duńskie pod wodzą Duglasa, które wracając ze Śląska łupiły pogranicze z Wielkopolską, ale ominęły Zbąszyń.
W 1705 w czasie III wojny północnej pod miastem obozowało wojsko szwedzkie Karola XII, które splądrowało miasto i zrujnowało miejscowy zamek. Lustracja z 1706 tak opisała zniszczenia dokonane przez Szwedów: „Zamek penitus (łac. wewnątrz) zrujnowany, pokoje puste, bez pieców, okien, drzwi. Żelaza ani znaku, mury porozbijane, schody porujnowane, ganek we włoskim ogrodzie zrujnowany, podniebienia upadły, bo ankry wykowali (staropol. wykuli) Szwedzi. Kaplica zdezelowana, ogród włoski pusty, z fontann tylko sterczą słupy, kuchnia pusta, tak samo stajnia, gorzelnia, mielcuch. Izba do pomieszkania niezgorsza, bez okien i pieca. Brama zamku murowana, w niej izba bez drzwi, okien, pieca, posadzka wybrana. Miasteczko funditus (łac. radykalnie, doszczętnie) zrujnowane, domów piwowarskich pogorzałych 20, domów rzemieślniczych pospolitych 25 (...). Lustracja wykazała również, że w mieście mieszkało 22 piwowarów, 17 szewców, 9 kuśnierzów, 3 rybaków, 1 ślusarz oraz 1 kowal.
W XVII-XVIII wieku właścicielami miasta byli Ciświccy, Tuczyńscy oraz Gnińscy od 1751 roku miasto stało się własnością rodu Garczyńskich.

### Rozbiory Polski

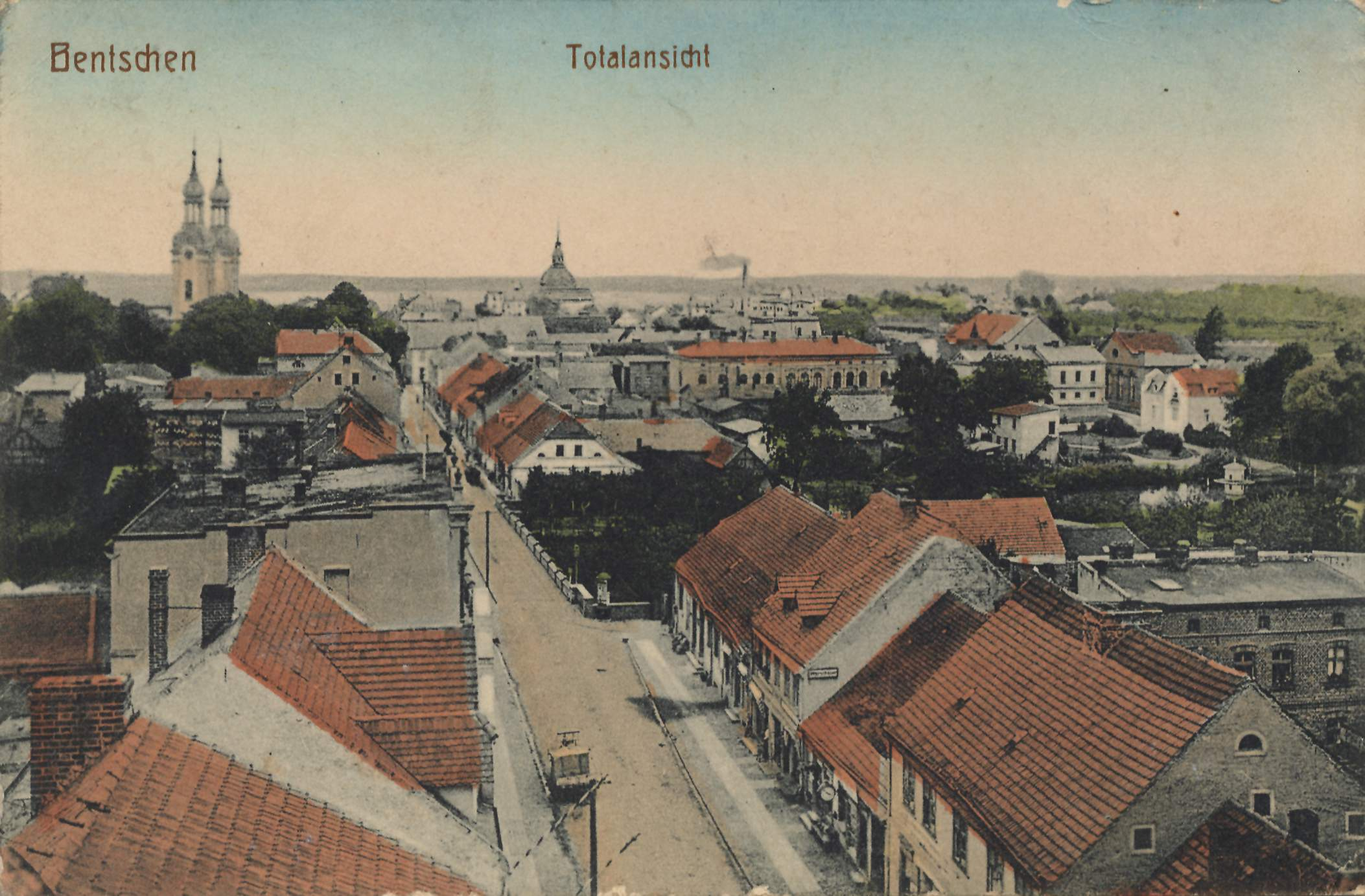
Widok śródmieścia Zbąszynia z 1900

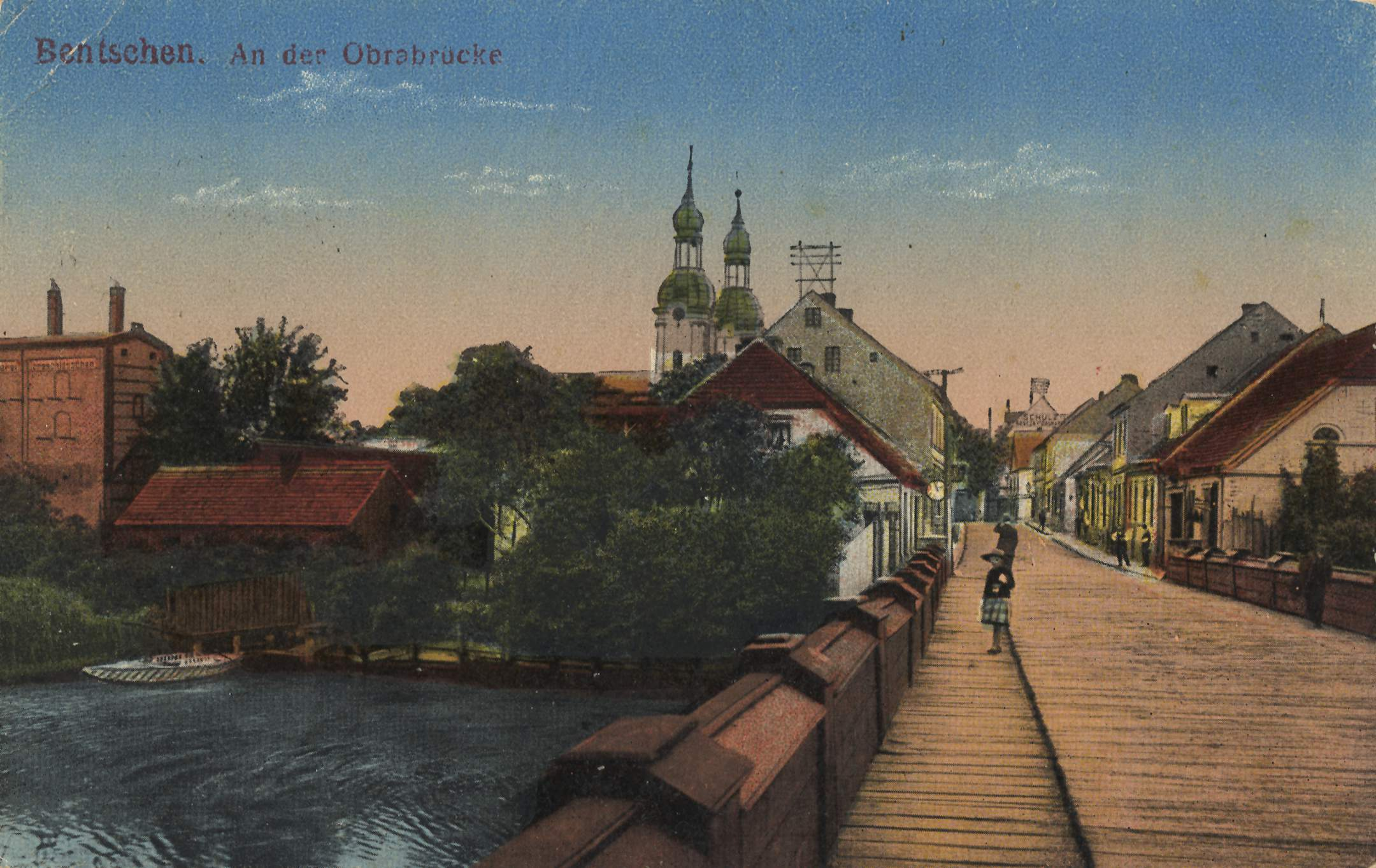
Widok miasta w 1916, fot. Hermana Lukowskiego

W 1793 w wyniku II rozbioru Polski została zajęta przez Prusy i jak cała Wielkopolska znalazła się w zaborze pruskim. Pod koniec XVIII wieku w Zbąszyniu znajdował się katolicki i ewangelicki kościół, 4 budynki publiczne oraz 154 domy zamieszkane przez 948 mieszkańców w tym 115 wyznawców judaizmu. W mieście pracowało 18 gorzelników, winiarzy i szynkarzy, 18 szewców, 12 sukienników, 12 krawców, 6 kowali i mieczowników, 6 piekarzy, 5 garncarzy, 4 rzeźników, 1 mielcarz, 1 zegarmistrz, 3 muzyków, 5 kupców i 3 stróżów nocnych. W 1800 miasto liczyło 1039 mieszkańców i powstała w nim wówczas przędzalnia bawełny.
Po zwycięskim dla Polaków drugim powstaniu wielkopolskim jakie odbyło się w 1806 miasto w latach 1807–1815 znalazło się w powiecie babimojskim departamentu poznańskiego w granicach Księstwa Warszawskiego. W 1808 liczba mieszkańców wyniosła 1039, którzy mieszkali w 170 domach. Od 1815 decyzją kongresu wiedeńskiego dokonano podziału Księstwa Warszawskiego i Wielkopolska ponownie weszła w skład Królestwa Prus jako Wielkie Księstwo Poznańskie, a później Prowincja Poznańska. W 1816 w mieście mieszkało 1110 mieszkańców.
W połowie XIX wieku miasto nawiedzały pożary i zalewały powodzie. W 1861 liczba mieszkańców wzrosła do 1853. W 1870 powstał tu ważny węzeł kolejowy biegnący z Poznania do Halle i Berlina, który przyczynił się do rozwoju miasta. Na przełomie XIX i XX wieku w mieście powstały większe zakłady przemysłowe: fabryka krochmalu, tartaki napędzane silnikiem parowym oraz cegielnie.
Miasto wymienione zostało w powiecie międzyrzeckim w XIX-wiecznym Słowniku geograficznym Królestwa Polskiego. W 1895 w mieście znajdowało się 299 dymów (domów) zamieszkiwanych przez 2847 mieszkańców w tym 1307 katolików i 160 żydów. W mieście znajdował się parafialny kościół katolicki i protestancki, 2 szkoły elementarne katolicka i protestancka, sąd, urząd stanu cywilnego, urząd okręgowy. Miasto liczyło w sumie 1027 hektarów.
W 1907 Niemcy zburzyli i rozebrali zamek w Zbąszyniu, po którym zostały tylko brama wjazdowa, renesansowa wieża, ślady wałów oraz park. W 1912 liczba mieszkańców wzrosła do 4473, a liczba domów do 435.

### Okres międzywojenny

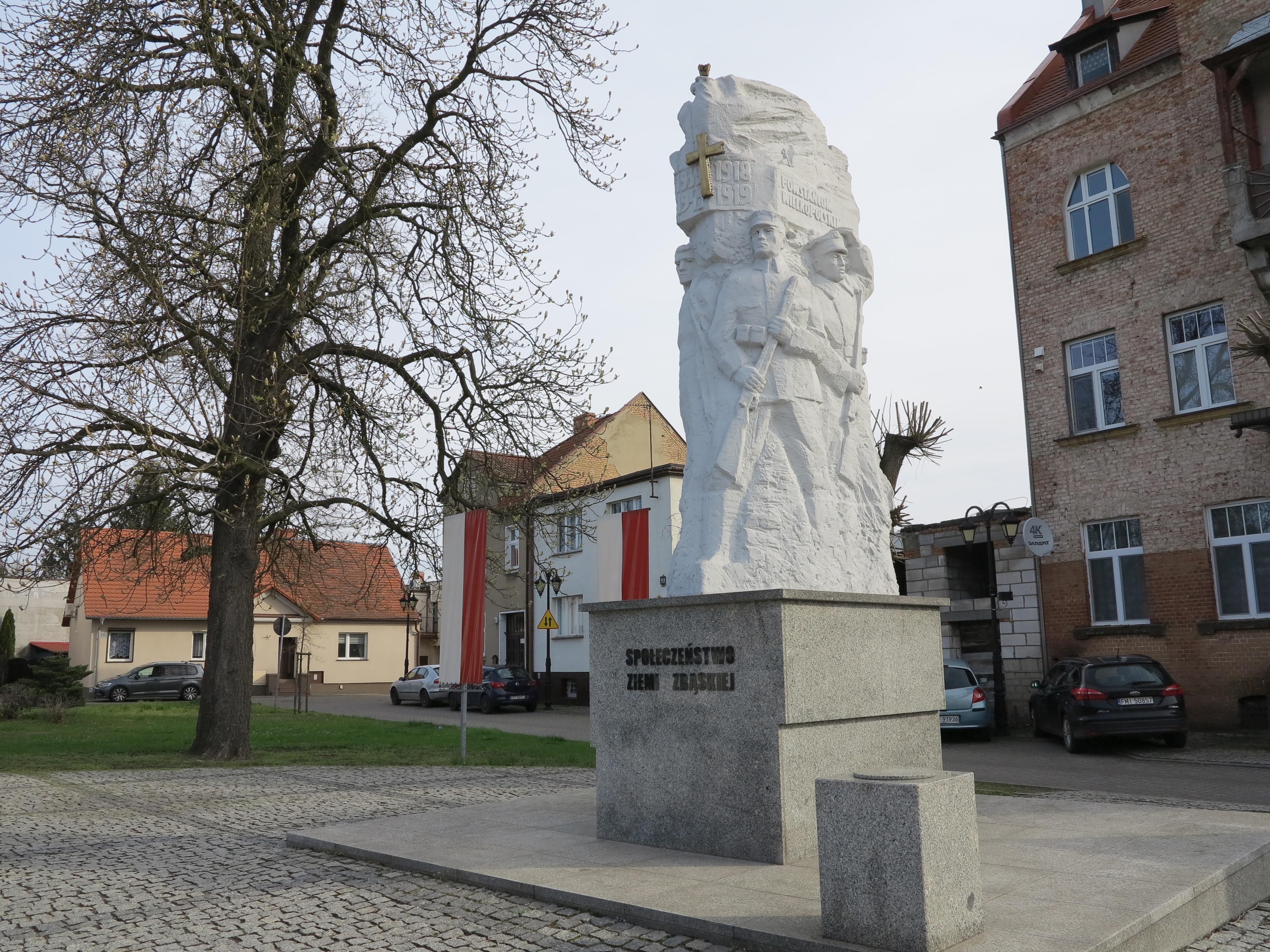
Pomnik upamiętniający powstańców wielkopolskich

W czasie powstania wielkopolskiego w latach 1918–1919 o miasto toczyły się zaciekłe walki między powstańcami a wojskiem niemieckim. 4–5 stycznia 1919 pod Zbąszyń dotarły powstańcze pododdziały przyszłego 61 Pułk Piechoty Armii Wielkopolskiej pod dowództwem Edmunda Klemczaka, które od zachodu zaatakowały miasto. Powstańcom udało się zająć dworzec, jednak zostali wyparci przez regularne wojsko niemieckie – dwa pułki grenadierów brandenburskich. Niemcy wzmocnili obsadę wojskową w mieście do 500 żołnierzy (m.in. z 8 i 12 pułku grenadierów), wspierane przez batalion ochotniczy niemieckiej Straży Obywatelskiej w sile około 400-500 ludzi. Uzbrojeni byli w ok. 30 karabinów maszynowych, dwa pociągi pancerne oraz 10 dział. Drugi atak powstańców przeprowadzony został w nocy z 10 na 11 stycznia 1919, pod dowództwem ppor. Kazimierza Zenktellera i również został on odparty przez siły niemieckie dysponujące przewagą militarną .
Zbąszyń wrócił w granice Polski 17 stycznia 1920 roku po ustaleniach Traktatu wersalskiego. W 1921 w mieście mieszkało 4660 mieszkańców, a w 1939 ok. 5000 w tym ok. 10% pochodzenia niemieckiego. Mieszkańcy trudnili się głównie rzemiosłem oraz handlem. W mieście funkcjonował lokalny browar, cegielnia oraz zakłady wikliniarskie. Ze względu na węzeł kolejowy w mieście mieszkało również wielu pracowników kolei.
W okresie międzywojennym w miejscowości stacjonował komisariat Straży Granicznej i placówka I linii SG „Zbąszyń”.

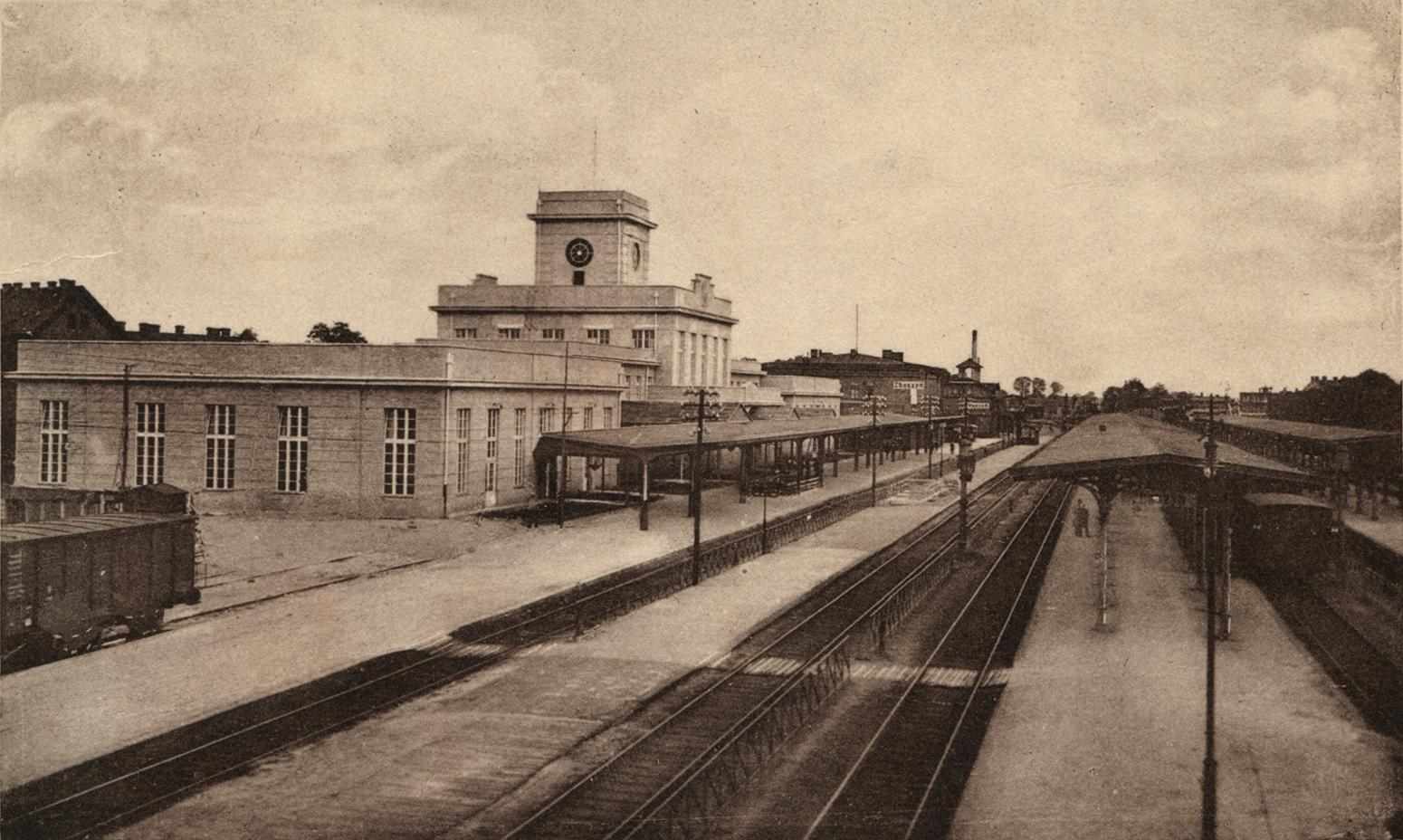
Widok na nowy budynek dworca kolejowego – stacji granicznej, 1930

W październiku 1938 roku Niemcy w ramach tzw. Polenaktion wypędzili do Polski ok. 17 tysięcy polskich Żydów nieposiadających obywatelstwa niemieckiego, z czego ok. 6 tysięcy zostało internowanych w obozie w Zbąszyniu.

### II wojna światowa
O świcie 1 września 1939 roku Wehrmacht zajął po krwawych walkach zbąszyńską stację PKP, a później miasto, które jedynie na kilka godzin odbili Polacy. Niemcy wcielili całą Wielkopolskę jako Kraj Warty do III Rzeszy, wysiedlając z miasta większość Polaków do Generalnego Gubernatorstwa. Wielu mieszkańców wywieziono do niemieckich obozów koncentracyjnych oraz obozów przymusowej pracy niewolniczej, gdzie zmarli lub zostali zamordowani. W czasie okupacji hitlerowskiej miejscowi Żydzi oraz deportowani z terenu III Rzeszy w ramach Polenaktion wywiezieni zostali do miejsc straceń i tam wymordowani.

### Okres powojenny
27 stycznia 1945 roku w Zbąszyniu ostatecznie zakończyła się okupacja niemiecka. W 1946 liczba mieszkańców wynosiła 4042, a w 1961 wzrosła do 5720. W połowie lat 60. powierzchnia wynosiła 16,82 km². W mieście działały 2 szkoły podstawowe, szkoła zawodowa. Powstały zakłady przemysłowe: zakłady odzieżowe, zakłady koszykarsko-wikliniarskie, rzemieślnicza spółdzielnia pracy stolarzy, przedsiębiorstwo prod. niedrzewnej „Las” oraz garbarnia. W mieście funkcjonowały liczne zakłady rzemieślnicze obejmujące w sumie 63 punkty usługowe. W okresie tym ok. 1000 grupa mieszkańców dojeżdżała również koleją PKP oraz PKS do pracy w okolicznych miejscowościach.
Od 1975 roku stał się częścią województwa zielonogórskiego, a w wyniku nowego podziału administracyjnego kraju Zbąszyń wrócił w 1999 roku do województwa wielkopolskiego.

## Legendy związane z miastem
Słownik geograficzny Królestwa Polskiego zanotował lokalną legendę ludową związaną z miastem, której bohaterem jest jeden z panów zamku zbąszyńskiego słynący z miłosierdzia wobec poddanych. Przy pomocy swojego sługi rozdawał on wszystkie swoje dochody potrzebującym. Po jego śmierci chciwy syn zażądał rachunków od starego sługi, a nie otrzymawszy ich wtrącił go do lochu i skazał na głodową śmierć. Zmarły ojciec przybył z zaświatów, nakarmił sługę, wyprowadził go z więzienia i stawił się przed oczami syna, który zemdlał, a przyszedłszy do siebie zmienił swój sposób życia.

## Zabytki

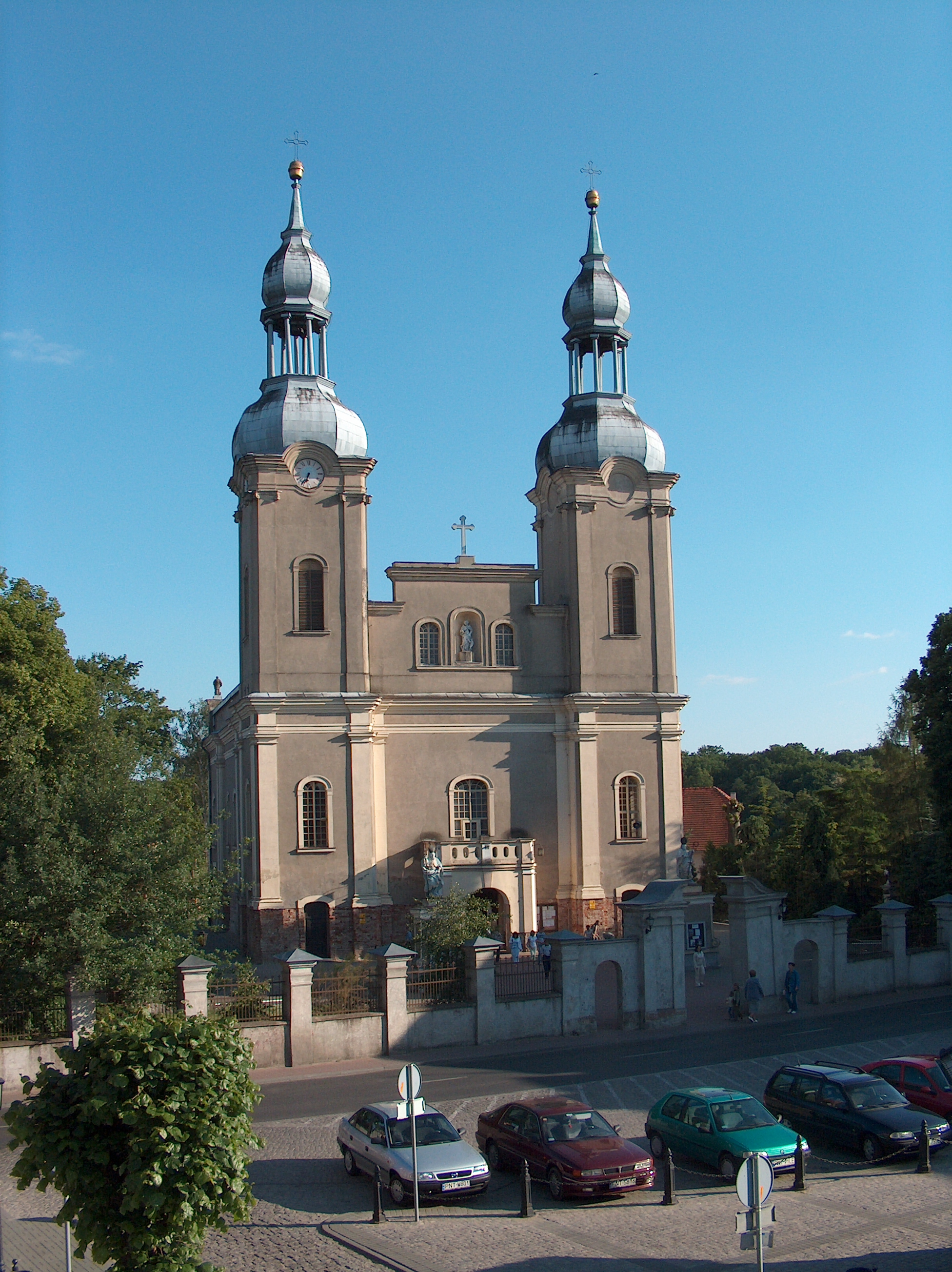
Kościół pw. Najświętszej Maryi Panny Wniebowziętej

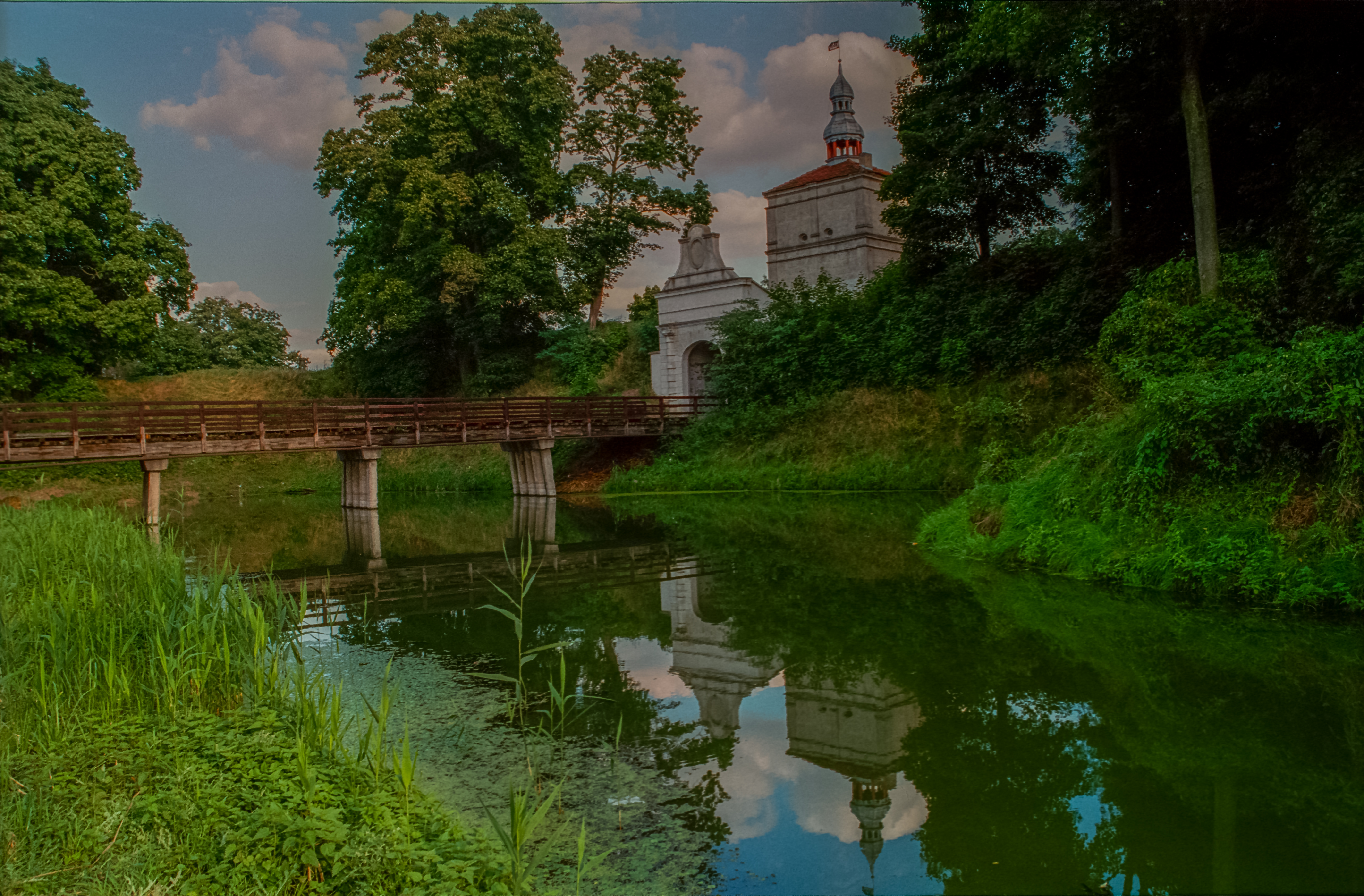
Brama wjazdowa do twierdzy

Zabytkiem godnym uwagi są pozostałości zamku (bastiony ziemne typu „palazzo in fortezza” i wieża z bramą wjazdową z XVI-XVII w.) oraz dwuwieżowy kościół (dawna kolegiata) barokowy z lat 1757-1796. Do rejestru zabytków wpisano znajdujący się na cmentarzu kościół św. Mikołaja z XVIII w.. Na rewitalizowanym rynku wytyczony został zarys dawnego ratusza miejskiego. Z okresu międzywojennego pochodzi reprezentacyjny gmach Dworca PKP - ówczesnej stacji granicznej o charakterystycznej monumentalnej architekturze. Zabytkami są również:
- browar, ob. hotel, nr rej.: 1583 z 27.07.1974
- park, ob. miejski, nr rej.: 3201 z 27.12.1983
- zespół zabudowań stacji kolejowej, pl. Dworcowy 5-7, nr rej.: 961/Wlkp/A z 15.05.2015 :
  - dworzec stary, 1870, 1891
  - dworzec nowy, 1920-27
  - poczta dworcowa, 1870, 1908
  - wiata peronu I, met., 1920-27
  - wiata peronu III, żeliwna, 1870
- dom, ul. Garczyńskich 1, 1800, nr rej.: 943 z 4.03.1970
- zespół pałacowy, ul. Marcinkowskiego 1, XIX/XX, nr rej.: 840/Wlkp/A z 10.06.2011 :
- pałac - park - dom, ul. Senatorska 10, XVIII/XIX, nr rej.: 945 z 4.03.1970
- dom, ul. Senatorska 21, 1904[18]

## Kozioł

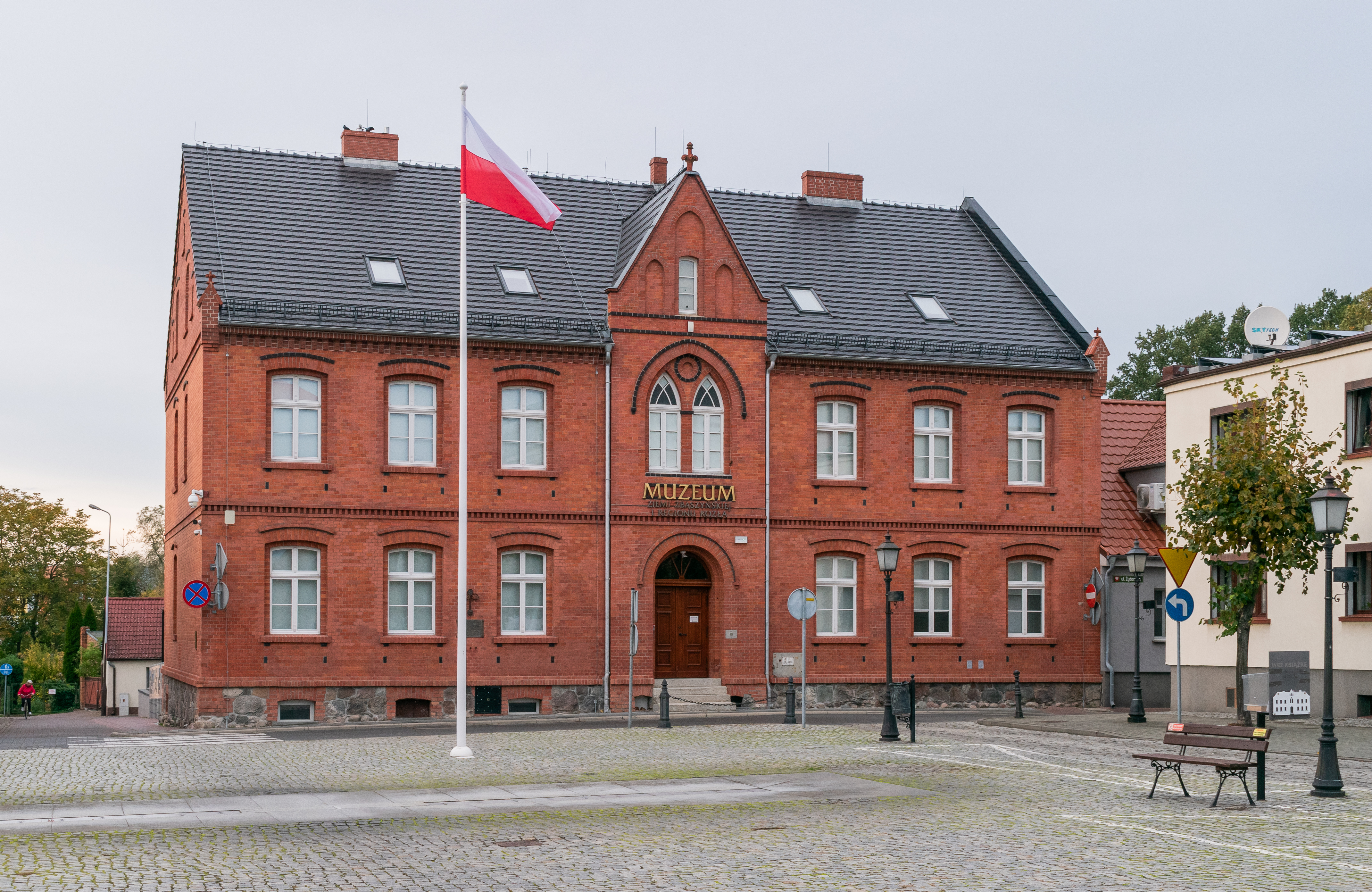
Muzeum Ziemi Zbąszyńskiej i Regionu Kozła w Zbąszyniu

Okolice Zbąszynia, w tym: Zbąszynek, Dąbrówka Wlkp., Nowe Kramsko, Podmokle, Babimost, Grójec, Chobienice, Chrośnica i Trzciel zaliczają się do tzw. Regionu Kozła. Nazwa regionu pochodzi od charakterystycznego dla tego obszaru instrumentu ludowego – kozła. Do dziś zachował się charakterystyczny folklor muzyczny, jak również nieliczni rzemieślnicy (patrz Nądnia) wykonujący te specyficzne instrumenty. Koźlarzowi w trakcie występu akompaniują zwykle skrzypce i klarnet es.

## Transport
Stacja kolejowa Zbąszyń i przystanek Zbąszyń Przedmieście, znaczący niegdyś węzeł kolejowy, w latach 1920–1939 także stacja graniczna. Wtedy też jednak stacja straciła węzłowe znaczenie na rzecz sąsiedniego Zbąszynka. Linie kolejowe łączą Zbąszyń z innymi miastami:
- Zbąszyń – Poznań – Warszawa,
- Zbąszyń – Międzyrzecz – Gorzów Wlkp.,
- Zbąszyń – Zbąszynek – Sulechów – Zielona Góra,
- Zbąszyń – Rzepin – Frankfurt nad Odrą,
- Zbąszyń – Wolsztyn – Leszno, linia obsługiwana niejednokrotnie przez parowozy,
- nieczynna linia Zbąszyń -Trzciel – Międzychód.

Przez miasto przebiega też droga wojewódzka nr 302 Nowy Tomyśl – Zbąszynek.

## Wspólnoty wyznaniowe
- Kościół rzymskokatolicki:
  - parafia Najświętszej Marii Panny Wniebowziętej
- Świadkowie Jehowy:
  - zbór[19]

## Sport
Od 1924 roku w Zbąszyniu funkcjonuje piłkarski Klub Sportowy „Obra” Zbąszyń. Klub domowe mecze rozgrywa na Stadionie Miejskim w Zbąszyniu.